# 通信対局 囲碁道場2700問
『通信対局 囲碁道場2700問』（つうしんたいきょく いごどうじょう2700もん）は、2008年8月5日よりWiiウェアでダウンロード販売開始された任天堂初のコンピュータ囲碁ソフトである。『通信対局』シリーズ第2弾。

## 概要
対局（19路盤・13路盤・9路盤）はオフライン、オンライン（ニンテンドーWi-Fiコネクションを利用）、初心者向けにコンピュータとの練習対局がある。棋譜データの保存により、対局の中断・再開（ただし、オンライン対局では再開時の相手はコンピュータになる）や打ち筋の研究が可能。オンラインはフレンド登録した相手のほか、初級・中級・上級とレベルを自己申告することで相手を募集、対局履歴によりマッチングの精度が上がっていく。
ほかにも囲碁講座（初級・上級）、定石集が収録されている（問題・解説はケイティアンドワイズのWindows用ソフト「囲碁塾」「棋力アップシリーズ」「お気軽囲碁対局IV」のものを使用）。

## 備考
「任天堂が囲碁ゲームを出す際は、ゲームのCPU（思考ルーチン）が山内溥（アマ六段）と勝負し、それに勝たなければならない」という暗黙のルールがあり、このゲームが発売されるまで、任天堂は一度も囲碁ゲームを発売したことがない。